# بنه‌دیکتوس

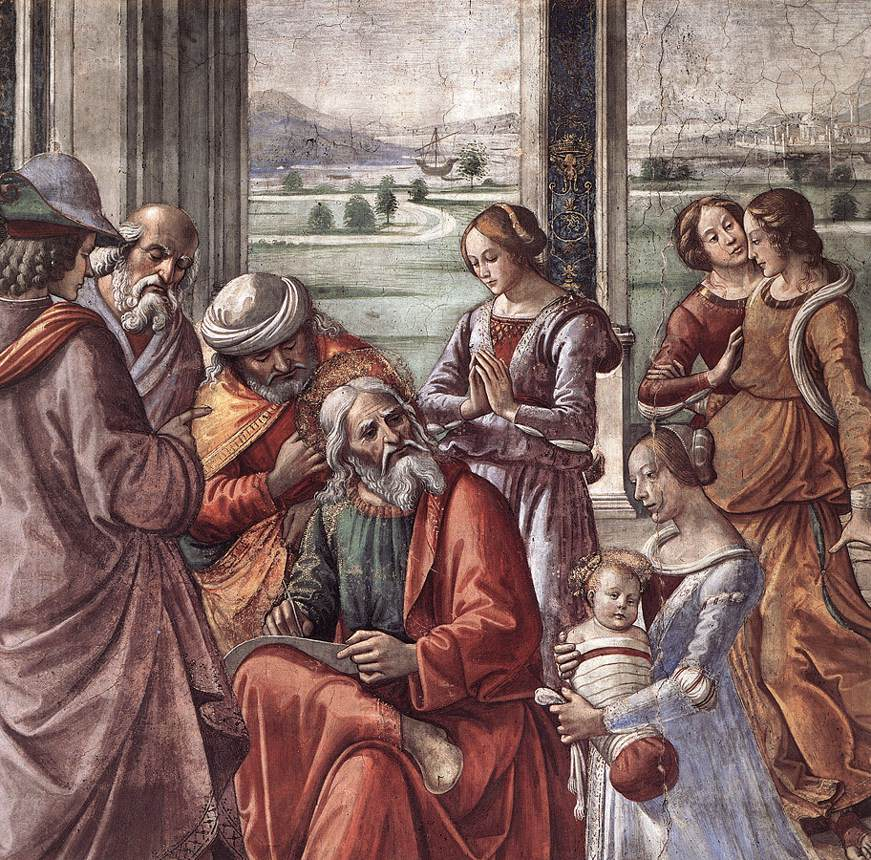
زکریا در حال نوشتن نام پسرش (دومنیکو گیرلاندایو، قرن پانزدهم، کلیسای تورنابونی، ایتالیا).

بنه‌دیکتوس (به انگلیسی: Benedictus) نیایش شکرگزاری زکریای نبی است که به تولد فرزندش یحیی اشاره دارد. به آن آواز زکریا هم گفته می‌شود.
متن این سرود نبوی در انجیل لوقا (باب اول: ۶۸–۷۹) موجود است و مضمون آن رهایی از جور دشمنان و شرایط سخت بوده، عهد و پیمان خداوند با داود و ابراهیم خلیل را یادآور می‌شود و اینطور که شارحینکتاب مقدس گفته‌اند به تولد عیسی‌بن مریم هم به مثابه نوری در تاریکی بشارت می‌دهد.
بنه‌دیکتوس در اصل به زبان یونانی است.
بنه‌دیکتوس یکی از سه نیایش برگرفته از کتاب مقدس است. دو سرود دیگر یکی «ماگنی فایز» برگردان لاتین از سرود مریم است که در انجیل لوقا ۱٫۴۶ به آن اشاره شده است. نیایش دوم «نو کودموی تیسه» یا سرود شمعون نام دارد.
سرود زکریا دو بخش مجزا و در عین حال مربوط بهم دارد. در بخش نخست نوعی شکرگزاری و امید برای رهایی یهودیان از یوغ رومیان است. بخش دوم صحبت از رستگاری و آمرزش گناهان می‌کند و اینکه تاریکی و شب نخواهد ماند و سحر (مسیح) خواهد رسید.
بنه‌دیکتوس را در دنیای موسیقی هنرمندان بزرگ به اشکال گوناگون نواخته و با ترانه و آواز خوانده‌اند. «سیمون» و «گارفونکل» سال ۱۹۶۴، گروه «استراوس» سال ۱۹۷۲، «کارل جنگینز» و کمپانی موسوم به Two Steps from Hell سال‌های بعد اجرا کرده است.
بنه‌دیکتوس یک نام هم هست و برخی آن را روی فرزندانشان می‌گذارند. در گذشته چند راهب و پاپو افراد مشهوری (آهنگساز، شرق‌شناس و…) نام‌شان بنه‌دیکتوس بوده است.
نام کالجی در کارولینای جنوبی (ایالات متحده آمریکا)، یک شهرداری در کشور اسلووینیا، جزیره‌ای در مکزیک، یک گروه آموزشی در کشور سوئیس که ۸۰ مدرسه را زیر پوشش دارد و… نیز بنه‌دیکتوس گذاشته شده است.

## متن نیایش زکریا
«خداوند خدای اسرائیل متبارک باد، زیرا از قوم خود تفقد نموده، برای ایشان فدایی قرار داد. ۶۹ و شاخ نجاتی برای ما برافراشت، در خانه بنده خود داود. ۷۰ چنانچه به زبان مقدسین گفت که از بدو عالم انبیای او می‌بودند، ۷۱ رهایی از دشمنان ما و از دست آنانی که از ما نفرت دارند، ۷۲ تا رحمت را بر پدران ما به‌جا آرد و عهد مقدس خود را تذکر فرماید. ۷۳ سوگندی که برای پدر ما ابراهیم یاد کرد، ۷۴ که ما را فیض عطا فرماید، تا از دست دشمنان خود رهایی یافته، او را بی‌خوف عبادت کنیم. ۷۵ در حضور او به قدوسیت و عدالت، درتمامی روزهای عمر خود. ۷۶ و تو ای طفل نبی حضرت اعلی خوانده خواهی شد، زیرا پیش روی خداوند خواهی خرامید، تا طرق او را مهیاسازی، ۷۷ تا قوم او را معرفت نجات دهی، درآمرزش گناهان ایشان. ۷۸ به احشای رحمت خدای ما که به آن سپیده از عالم اعلی از ما تفقد نمود، ۷۹ تا ساکنان در ظلمت و ظل موت را نور دهد. و پای‌های ما را به طریق سلامتی هدایت نماید.»